# Daba (sockenhuvudort i Kina, Hunan Sheng, lat 28,93, long 109,80)
Daba (kinesiska: 大坝, 大坝乡) är en sockenhuvudort i Kina. Den ligger i provinsen Hunan, i den södra delen av landet, omkring 320 kilometer väster om provinshuvudstaden Changsha. Antalet invånare är 10 104. Befolkningen består av 4 961 kvinnor och 5 143 män. Barn under 15 år utgör 21,0 %, vuxna 15-64 år 66 %, och äldre över 65 år 11,0 %.
Runt Daba är det ganska tätbefolkat, med 116 invånare per kvadratkilometer. Närmaste större samhälle är Lingxi, 9,1 km nordost om Daba. I omgivningarna runt Daba växer huvudsakligen savannskog.
Genomsnittlig årsnederbörd är 1 790 millimeter. Den regnigaste månaden är maj, med i genomsnitt 312 mm nederbörd, och den torraste är december, med 28 mm nederbörd.